# Botnstindur
Botnstindur è una montagna alta 744 metri sul mare situata sull'isola di Kalsoy, nona isola per grandezza dell'arcipelago delle Isole Fær Øer, amministrativamente parte della Danimarca.
È la trentatreesima montagna, per altezza, dell'intero arcipelago, e la seconda, sempre per altezza, dell'isola.

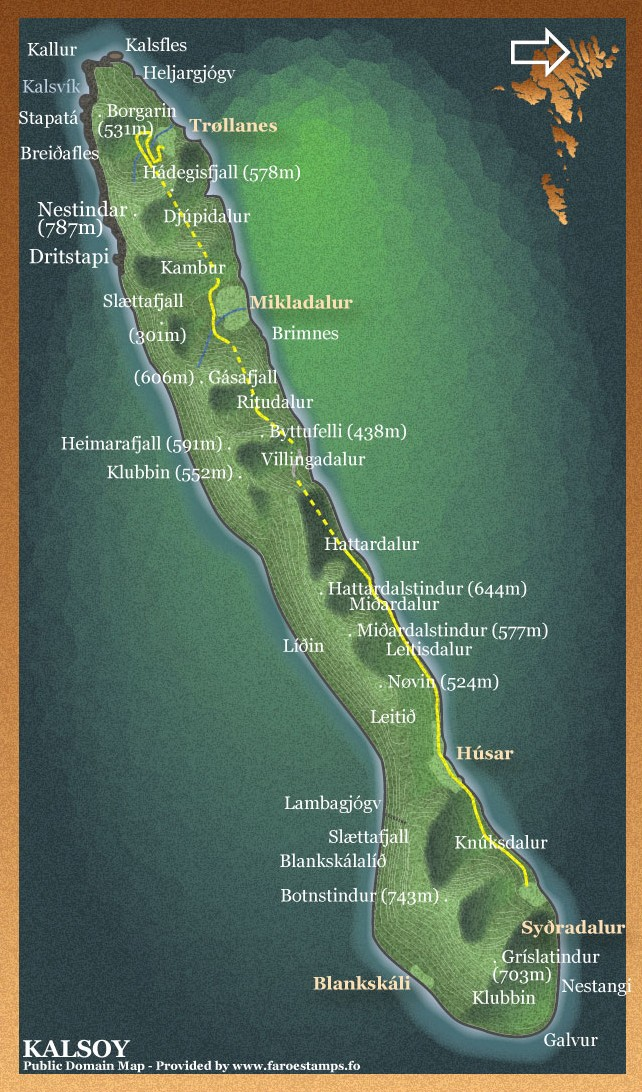
Isola di Kalsoy, mappa delle località e delle alture

Nella mappa dell'isola è riportata un'altezza di 743 metri.